# Battaglione delle armi da fuoco
Il battaglione delle armi da fuoco o Huoqiying (zh. 火器營T, 火器营S, Huǒqì YíngP) era una delle divisioni militari d'élite dell'esercito della dinastia Qing (1636–1912) della Cina di stanza intorno alla capitale imperiale, Pechino. Era un corpo deputato alla gestione ed utilizzo delle armi da fuoco ed un'unità specializzata delle guardie imperiali della dinastia Qing, similarmente allo Shenjiying della precedente dinastia Ming (1368–1644).
La caserma dello Huoqiying si trovava a nord della fabbrica Indigo nell'attuale Distretto di Haidian di Pechino, dove "Huoqiying" rimane oggi come toponimo. C'è anche una stazione "Huoqiying" come stazione della metropolitana di Pechino.

## Storia
Il battaglione delle armi da fuoco fu fondato per la prima volta nel 1688 a Pechino durante il regno dell'imperatore Qing Kangxi (r. 1661–1722). Inizialmente era chiamato 汉军火器兼练大刀营T, lett. "Campo di addestramento per armi da fuoco e spade dell'esercito Han". Tre anni dopo (1691), Kangxi lo ribattezzò ufficialmente 火器營T, 火器营S, Huǒqì YíngP, lett. "Battaglione delle armi da fuoco": una forza speciale che incorporava tutti gli specialisti nell'uso di moschetti e cannoni precedentemente subordinati alle Otto Bandiere. Quest'organizzazione consolidò sotto un unico comando le diverse unità d'artiglieria delle Bandiere, sia quelle stanziate a Pechino sia quelle delle guarnigioni provinciali, e dello Stendardo Verde, oltre a professionalizzare l'artiglieria come corpo militare separato.
Il ruolo dello Huoqiying era simile allo Shenjiying della dinastia Ming (1368–1644). L'intero battaglione s'esercitava all'utilizzo di tutte le armi da fuoco a loro disposizione, dai fucili a canna liscia ai cannoni di grandi dimensioni. Composto da soldati delle Bandiere, aveva il compito di sorvegliare la c.d. "Città imperiale", l'area dell'antica Pechino comprendente sia la Città Proibita, sede dell'Imperatore, sia i quartieri ove erano alloggiati i Manciù  (gli Han erano stati rilocalizzati forzosamente nella parte meridionale della capitale).
Lo Huoqiying costituiva quindi, insieme all'Avanguardia (zh. 前鋒營T, Qianfeng yingP) ed agli Esploratori (zh. 健銳營T, JianruiyingP), un'unità specializzata delle guardie imperiali della dinastia Qing.
I soldati del Huoqiying  erano però acquartierati insieme alle normali forze d'occupazione mancesi di stanza nella capitale, con conseguenti problematiche di gestione, comando ed efficiente organizzazione dell'addestramento (quest'ultimo fosse anche solo per le ovvie problematiche di spazio necessitante). Nel 1770, l'imperatore Qing Qianlong (r. 1735–1796), contestualmente impegnato a mettere sotto rigido controllo statale tutte le armi da fuoco circolanti nel suo vasto impero, approvò pertanto che lo Huoqiying si acquartierasse fuori città, nel sobborgo nord-occidentale della fabbrica di Lindigo.

## Quartier generale
Eretta per volontà dell'imperatore Qianlong, la nuova, extra-muraria caserma del Huoqiying (nota infatti come "[caserma del] Battaglione delle armi da fuoco esterno") sorse lungo il corso del fiume Kunyu, a sud del Palazzo d'Estate. L'erigenda durò tre anni e fu completata nel 1773. La sua planimetria era a scacchiera e il grande muro che la circondava era lungo quattro chilometri e costituito da terrapieni terrazzati, a sua volta circondato da un fossato ricavato dal fiume. Le mura avevano quattro porte a est, ovest, nord e sud, e accanto a ciascuna porta c'era un ponte piatto.